# Američki krokodil
Američki krokodil (lat. Crocodylus acutus) je neotropska vrsta krokodila. Najrasprostranjenija je od četiri američke vrste krokodila.
Živi u slatkovodnim staništima, ali ga nalazimo i u bočatim vodama. Obitava na području krajnjeg juga Floride te u Srednjoj i Južnoj Americi. Posebno je zanimljiva populacija ove vrste koja nastanjuje hipersalino jezero Lago Enriquillo u Dominikanskoj Republici. Također živi u mnogim riječnim sustavima Kube, Jamajke i Hispaniole.

## Opis
Kao i svi krokodili, četveronožac je, s četiri kratke, spljoštene noge i dugim, snažnim repom. Nos je izdužen i ima par jakih čeljusti. Oči imaju treptajuće membrane za zaštitu, uz suzne žlijezde, koje proizvode suze.
Novorođeni krokodili su dugi oko 22 centimetra i teški oko 60 grama, a boja im je siva do žućkasto-smeđa uz tamne mrlje. Dok odrastaju postjaje maslinasto-zelena do sivo-smeđa. Mužjaci su dosta veći od ženki. Prosječna ženka duga je 3 metra i teška 173 kilograma, a prosječni mužjak je dug 4 metra i težak 382 kilograma.

## Ponašanje
Nosnice, oči i uši nalaze se na vrhu glave, tako da je ostatak tijela može biti skriven pod vodom kod iznenadnih napada. Kamuflaža mu također pomaže im oko hvatanja plijena. Može normalno puzati na trbuhu, a može i hodati kad mu je cijeli trup podignut, ali to je jako sporo, oko 2–3 km/h. Pri uobičajenom kretanju veći primjerak može dosegnuti brzinu 16 km/h. Može plivati brzinom 32 km/h, pokrećući rep vijugavo, ali ne može održati tu brzinu.
Američki krokodil osjetljiviji je na hladnoću od američkog aligatora. Misli se da je to razlog zašto se nije proširio do sjevera kao američki aligator. Međutim, američki krokodil brže raste od njega, i bolje podnosi slanu vodu.

### Razmnožavanje
Gnijezdo gradi u dobro dreniranom tlu uz vodu, čime se sprječava poplava i omogućuje izravan pristup vodi. Ženka započinje gradnju gnijezda u ožujku. Jaja polaže tijekom jedne noći, obično krajem travnja ili u ranom svibnju. U gnijezdu se nalazi od 35 do 50 jaja. Ženka pokriva jaja kako bi ih zaštitila od isušivanja i grabežljivaca, kao što je rakun. Temperatura gnijezda određuje spol mladih. Krajem srpnja ili kolovoza ženka se vraća otvoriti gnijezdo i nosi mladunce u vodu. Ponekad im čak i pomaže otvoriti ljusku svojom čeljusti. Ali, za razliku od aligatora, kasnije ne nastavlja brigu o mladima. Životni vijek američkog krokodila je 60-70 godina.

### Ishrana
Mladi krokodili uglavnom se hrane kukcima i drugim malim životinjama. S povećanjem veličine američkog krokodila, povećava se i veličina plijena, tako da se spektar hrane širi i na ribe, zmije, rakove, kornjače, vodozemce, ptice i sisavce. 
Prisutni su i napadi na ljude, ali se vrlo rijetko događaju. Napadi su se dogodili u Meksiku, Kostariki i Gvatemali, te nisu bez presedana. Ovaj krokodil je jako plašljiv, te naizgled nema sklonosti napadanja na ljude kao krokodili Starog svijeta.